# Coppa del mondo di BMX 2007
La Coppa del mondo di BMX 2007, quinta edizione della competizione, si svolse tra il 13 aprile ed il 14 ottobre 2007.

## Uomini

### Risultati
| # | Data            | Evento         | Vincitore      | Leader della Cl. mondiale |
| - | --------------- | -------------- | -------------- | ------------------------- |
| 1 | 13-14 aprile    | Madrid         | Khalen Young   | Khalen Young              |
| 2 | 20-21 agosto    | Pechino        | Donny Robinson | Robert de Wilde           |
| 3 | 21-22 settembre | Salt Lake City | Mike Day       | Robert de Wilde           |
| 4 | 13-14 ottobre   | Fréjus         | Marc Willers   | Robert de Wilde           |

### Classifica generale
| Pos. | Corridore             | Punti |
| ---- | --------------------- | ----- |
| 1    | Robert de Wilde       | 46    |
| 2    | Donny Robinson        | 35    |
| 3    | Damien Godet          | 32    |
| 4    | Mike Day              | 30    |
| 5    | Michal Prokop         | 28    |
| 6    | Pablo Gutierrez       | 27    |
| 7    | Khalen Young          | 25    |
| 8    | Raymon van der Biezen | 25    |
| 9    | Arturs Matisons       | 22    |
| 10   | Steven Cisar          | 18    |

## Donne

### Risultati
| # | Data          | Evento  | Vincitore             | Leader della Cl. mondiale |
| - | ------------- | ------- | --------------------- | ------------------------- |
| 1 | 20-21 agosto  | Pechino | Shanaze Reade         | Shanaze Reade             |
| 2 | 13-14 ottobre | Fréjus  | Laëtitia Le Corguillé | Laëtitia Le Corguillé     |

### Classifica generale
| Pos. | Corridore              | Punti |
| ---- | ---------------------- | ----- |
| 1    | Laëtitia Le Corguillé  | 30    |
| 2    | Gabriela Maria Diaz    | 27    |
| 3    | Sarah Walker           | 24    |
| 4    | Anne-Caroline Chausson | 24    |
| 5    | Nicole Callisto        | 21    |
| 6    | Jill Kintner           | 18    |
| 7    | Jana Horakova          | 16    |
| 8    | Shanaze Reade          | 16    |
| 9    | Amélie Despeaux        | 15    |
| 10   | Magalie Pottier        | 12    |